# Petrosia seychellensis
Petrosia seychellensis är en svampdjursart som beskrevs av Arthur Dendy 1922. Petrosia seychellensis ingår i släktet Petrosia och familjen Petrosiidae.
Artens utbredningsområde är Seychellerna. Inga underarter finns listade i Catalogue of Life.